# 里夏德·科茨
里夏德·科茨（德語：Richard Corts，1905年7月16日—1974年8月7日），德国男子田径运动员。他曾代表德国参加1928年夏季奥林匹克运动会田径比赛，获得男子4×100米接力银牌。